# Syringoderma
Genre
Syringoderma est un genre d'algues brunes de la famille des Syringodermataceae. 

## Liste d'espèces
Selon AlgaeBase (28 oct. 2012) :
- Syringoderma abyssicola (Setchell & N.L.Gardner) Levring (espèce type)
- Syringoderma australe Levring
- Syringoderma floridana E.C.Henry
- Syringoderma japonicum N.G.Klochkova & V.F.Przhemenetskaya
- Syringoderma phinneyi E.C.Henry & D.G.Müller

Selon Catalogue of Life (28 oct. 2012) :
- Syringoderma abyssicola
- Syringoderma australe
- Syringoderma floridana
- Syringoderma japonicum
- Syringoderma phinneyi

Selon NCBI (28 oct. 2012) :
- Syringoderma abyssicola
- Syringoderma phinneyi

Selon World Register of Marine Species (28 oct. 2012) :
- Syringoderma abyssicola (Setchell & N.L.Gardner) Levring, 1940
- Syringoderma australe Levring, 1940
- Syringoderma floridana E.C.Henry, 1984
- Syringoderma japonicum N.G.Klochkova & V.F.Przhemenetskaya
- Syringoderma phinneyi E.C.Henry & D.G.Müller, 1983